# Olsenbanden og Dynamitt-Harry
Olsenbanden og Dynamitt-Harry er en norsk film, som havde premiere den 10. august 1970. Den er instrueret af Ove Kant. Det er den anden film i den norske udgave af Olsenbande-serien.

## Handling
Olsenbanden er tilbage, og denne gang bestemmer Egon sig for at blive lovlydig borger. I stedet for at foretage store pengekup, bestemmer Olsenbanden sig for at begynde at arbejde som hæderlige samfundsborgere. Men da et røveri finder sted i Norges Bank, mistænker man de tre forbrydere. De må derfor bevise at de er uskyldige. Denne gang har de også en plan B; Dynamit-Harry.

## Medvirkende (udvalgt)
- Arve Opsahl – Egon Olsen
- Sverre Holm – Benny Fransen
- Carsten Byhring – Kjell Jensen
- Harald Heide-Steen Jr. - Dynamitt-Harry
- Kari Simonsen – Bodil Hansen – socialarbejder
- Sverre Wilberg – Kriminalbetjent Hermansen
- Georg Richter – Kriminalchef
- Willie Hoel – Cafévært
- Pål Johannessen – Birger Jensen
- Andy Andersen – Serafino Motzerella
- Dan Fosse – Vagtmand i statsbanken
- Knut Bohwim – Bankrøver
- Ulf Wengård - Harrys læredreng
- Erik Johannessen - Gangster
- Frode Birkeland - Bryggerimand
- Ola Isene - Bryggerimand
- Kari-Laila Thorsen - Gatepige
- Aud Schønemann - Valborg Jensen